# Eufonie
Eufonia este un termen folosit pentru a desemna un cuvânt sau o frază care are ca efect o impresie acustică plăcută, în special grupuri de consoane și vocale folosite care, puse împreună, formează sunete plăcute și melodioase. Cu alte cuvinte, eufonia este opusul cacofoniei.